# Figini e Pollini

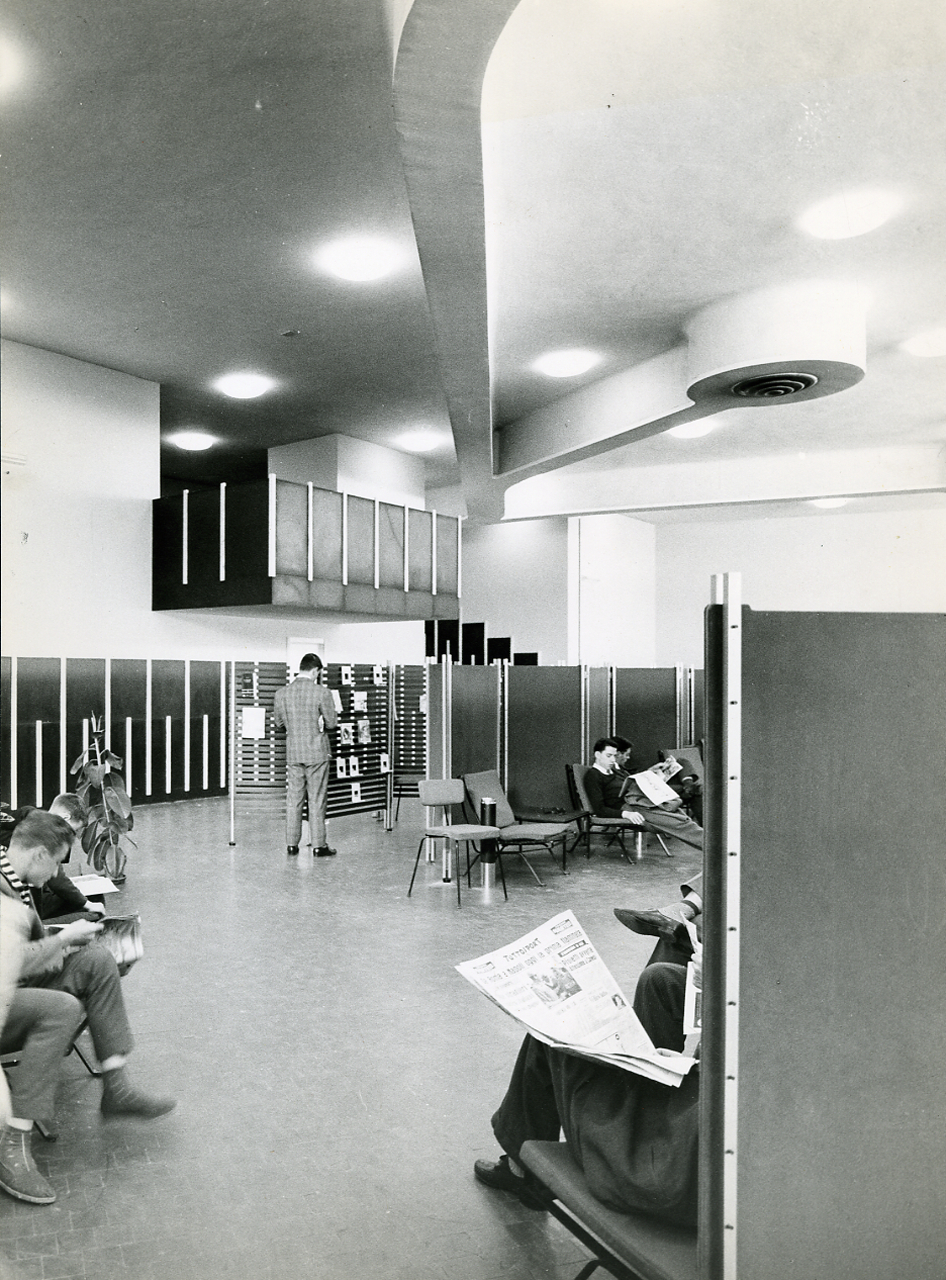
Sede Olivetti, Ivrea (1960)

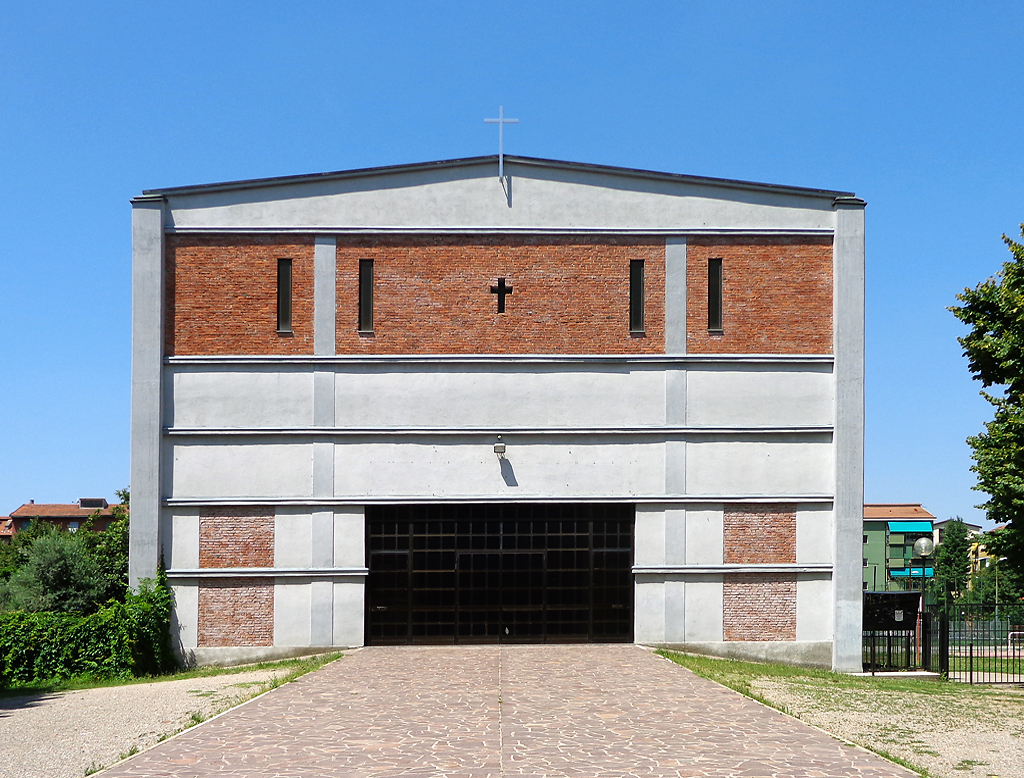
Iglesia della Madonna dei Poveri, Milán (1952-54)

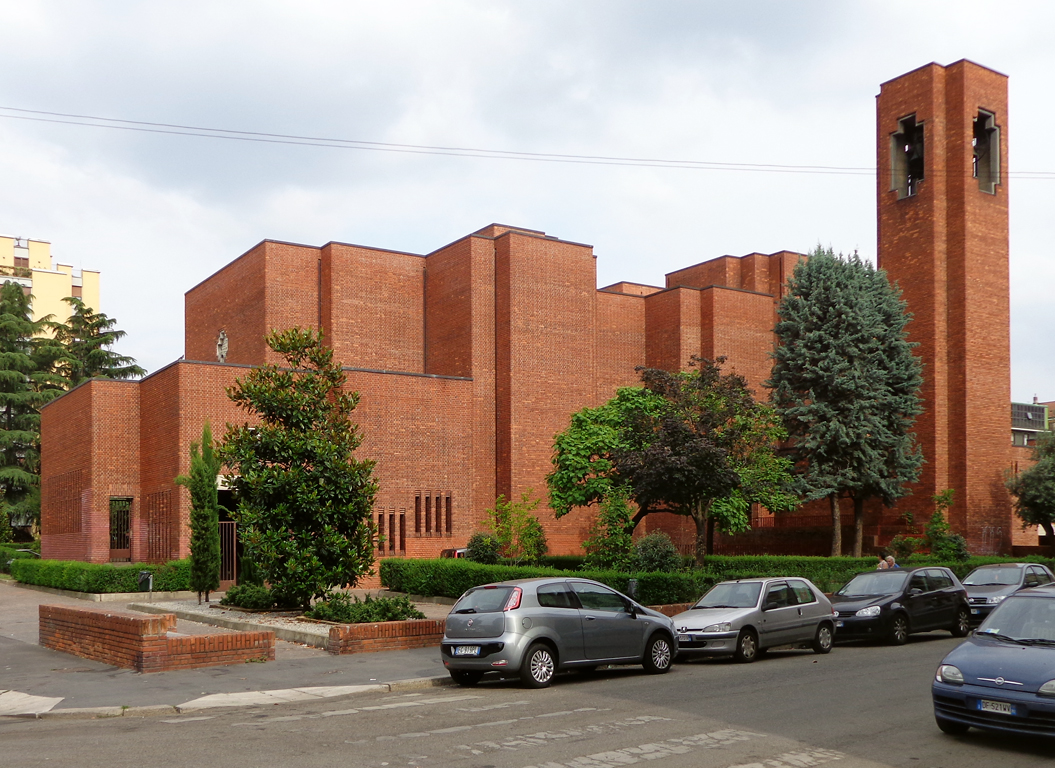
Iglesia Santi Giovanni e Paolo, Milán (1964)

Figini e Pollini fue un estudio de arquitectura italiano, fundado en 1929 en Milán por Luigi Figini y Gino Pollini. Fue responsable de numerosos proyectos de arquitectura en Italia, en un estilo vinculado al racionalismo. Fueron miembros de las asociaciones Gruppo 7 y M.I.A.R.

## Trayectoria
Luigi Figini (Milán, 27 de enero de 1903-ibidem, 13 de marzo de 1984) y Gino Pollini (Rovereto, 19 de enero de 1903-Milán, 25 de enero de 1991) fueron dos arquitectos italianos. Estudiaron arquitectura en el Politécnico de Milán y se asociaron en 1929. En 1926 fueron miembros fundadores del Gruppo 7, junto a Giuseppe Terragni, Guido Frette, Sebastiano Larco, Adalberto Libera y Carlo Enrico Rava. En un manifiesto publicado en cuatro partes en la revista La rassegna italiana entre 1926 y 1927, se oponían tanto a la «furia vana y destructiva» del futurismo como al «ímpetu artificial» del Novecento. Frente a ello, el Gruppo 7 pretendía adaptar el Estilo internacional a la idiosincrasia italiana, bajo la premisa de que «la verdadera arquitectura debe evolucionar desde una estricta adhesión a la lógica y la razón».
El grupo se dio a conocer en la Bienal de Monza de 1927, donde expusieron varios modelos y diseños de inspiración industrial, que poco después fueron mostrados en la exposición de la Deutscher Werkbund de Stuttgart. En 1928 se organizó una gran exposición en Roma titulada Esposizione dell'Architettura Razionale, en la que participó tanto el Gruppo 7 como otros arquitectos racionalistas italianos y que propició la convergencia de todos ellos en un grupo mayor, dando origen al M.I.A.R. (Movimento Italiano per l'Architettura Razionale), fundado en 1930. Junto a algunos de los miembros del Gruppo 7 como Pollini, Figini, Libera y Terragni, se unieron arquitectos de toda Italia como Luciano Baldessari, Giuseppe Pagano y Mario Ridolfi. Sus premisas partían de las del grupo milanés, la adaptación de las corrientes internacionales a la arquitectura italiana, de nuevo con la competencia del Novecento, que estaba favorecido por la dictadura fascista de Benito Mussolini, que consideraba a los artistas vanguardistas como «degenerados». Para darse a conocer, en 1931 organizaron la II Esposizione dell'Architettura Razionale en Roma, para la que el crítico de arte Pietro Maria Bardi redactó el Manifiesto de la arquitectura racional y un Informe para Mussolini sobre la arquitectura.
Entre sus obras destacan: la casa Eléctrica para la Trienal de Monza (1930), varios edificios para la empresa Olivetti en Ivrea (1937-1957), la urbanización INA-Casa en Milán (1951, con Gio Ponti), la iglesia de la Madonna dei Poveri en Milán (1954), el conjunto industrial Cerámicas Pozzi en Sparanise (1960-1963), la iglesia Santi Giovanni e Paolo en Milán (1964) y el Departamento de Ciencias de la Universidad de Palermo (1972-1984, con Gregotti y Ceroni).
Fueron miembros del CIAM (Congreso Internacional de Arquitectura Moderna) y colaboraron con la revista Quadrante (1933-1936). Pollini fue profesor de arquitectura en Milán y Palermo. Figini, preocupado por la relación entre arquitectura y naturaleza, realizó diversas investigaciones en ese terreno, que plasmó en su libro L'elemento verde e l'abitazione (1950).